# Римольди, Хорхелина
Хорхелина Римольди Пуиг (исп. Jorgelina Rimoldi Puig, 6 октября 1971, Буэнос-Айрес, Аргентина) — аргентинская хоккеистка (хоккей на траве), полевой игрок. Серебряный призёр летних Олимпийских игр 2000 года, серебряный призёр чемпионата мира 1994 года, трёхкратная чемпионка Панамериканских игр 1991, 1995 и 1999 годов.

## Биография
Хорхелина Пуиг родилась 6 октября 1971 года в Буэнос-Айресе.
Начала заниматься хоккеем в «Банко Насьон». С 15 лет играла за главную команду клуба.
В 1991—2001 годах выступала за сборную Аргентины.
В 1992 году в составе сборной Аргентины среди юниорок выиграла чемпионат Америки, проходивший в Венесуэле.
В 1994 году завоевала серебряную медаль чемпионата мира в Дублине.
В 1996 году вошла в состав женской сборной Аргентины по хоккею на траве на летних Олимпийских играх в Атланте, занявшей 7-е место. Играла в поле, провела 7 матчей, забила 2 мяча (по одному в ворота сборных Австралии и Испании).
В 2000 году вошла в состав женской сборной Аргентины по хоккею на траве на летних Олимпийских играх в Сиднее и завоевала серебряную медаль. Играла в поле, провела 8 матчей, забила 1 мяч в ворота сборной Южной Кореи.
В 2001 году выиграла золотую награду Трофея чемпионов в Амстелвене.
Трижды завоёвывала золотые медали хоккейных турниров Панамериканских игр — в 1991 году в Гаване 1995 году в Мар-дель-Плата, в 1999 году в Виннипеге.
По окончании игровой карьеры с 2003 года работала в спортивном секретариате Аргентины, где занималась развитием хоккея на траве.